# بخش آروهید، شهرستان سنت لوئیس، مینه سوتا
بخش آروهید (به انگلیسی: Arrowhead Township) یک منطقهٔ مسکونی در ایالات متحده آمریکا است که در شهرستان سنت لوئیس، مینه‌سوتا واقع شده‌است.
 بخش آروهید ۱۸۵٫۶ کیلومتر مربع مساحت و ۲۲۳ نفر جمعیت دارد و ۴۱۷ متر بالاتر از سطح دریا واقع شده‌است.